# Чаба (име)
Чаба − (мађ:Csaba) − је старо мађарско име. Први помен о овоме имену налазимо у причама о Атили хунском вођи, пошто му се један од синова звао Чаба. По предању, он је после Атилине смрти и распада хунског царства одвео Секеље на место данашњег пребивалишта у Ердељу.

## Значење
Основно значење имена је поклон, дар. Остала могућа значења су пастир и луталица.
Име је нарочито постало популарно у деветнаестом веку после објављивања књига Верешмарти Михаља (мађ:Vörösmarty Mihály) и Арањ Јаноша (мађ:Arany János)

## Имендани
- 12. април.
- 6. јули.
- 6. октобар.
- 5. децембар.

## Познате личности
- Принц Чаба (мађ:Csaba királyfi), син Атиле вође Хуна, спомиње се такође у химни Секеља